# せきやすこ
せき やすこは、日本の映像作家、アニメーター。
主に、NHKの音楽番組「みんなのうた」などのアニメーションを制作している。

## 作成作品一覧

### みんなのうた
- ◆は、5分間1曲枠の楽曲（ロングのうた）。
- 1.うんだらか うだすぽん / ハナレグミ と うんだらか楽団（2017年8月・9月放送）
- 2.マカナアロハ 〜心からのおくりもの〜 / ChiyoTia（2020年6月・7月放送）